# Вальї-Сотто
Вальї-Сотто (італ. Vagli Sotto) — муніципалітет в Італії, у регіоні Тоскана,  провінція Лукка.
Вальї-Сотто розташоване на відстані близько 310 км на північний захід від Рима, 90 км на північний захід від Флоренції, 35 км на північний захід від Лукки.
Населення — 939 осіб (2016).

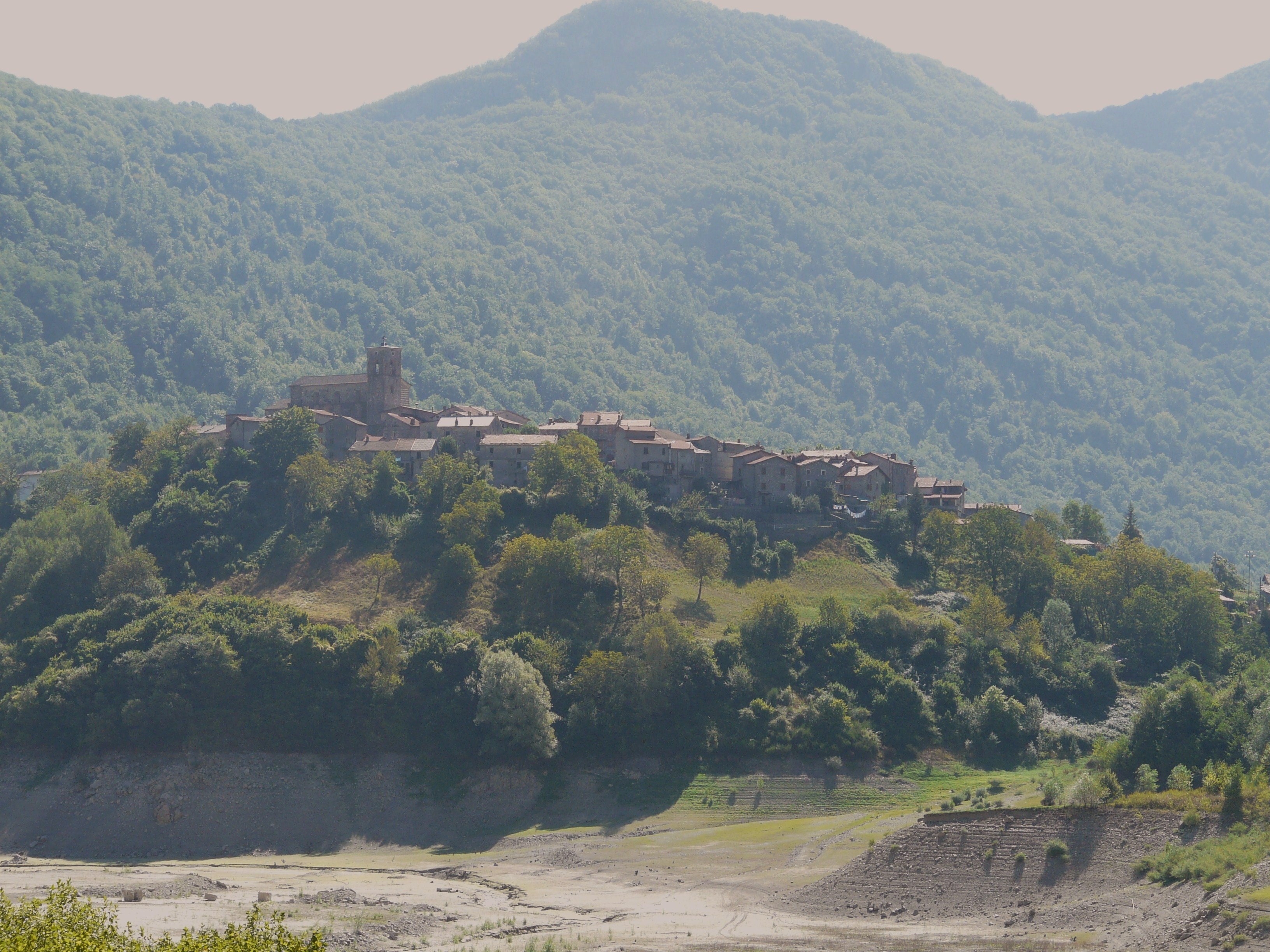

Щорічний фестиваль відбувається 1 вересня. Покровитель — San Regolo.

## Демографія
Населення за роками:

Станом на 1 січня 2023 року в муніципалітеті офіційно проживали 62 іноземці з 11 країн, серед них 18 громадян країн Євросоюзу.

## Сусідні муніципалітети
- Кампорджано
- Кареджне
- Масса
- Мінуччано
- Стаццема